# Veil of Maya
Veil of Maya is een Amerikaanse metalcore/deathcoreband afkomstig uit Chicago, Illinois. De band werd opgericht in 2004 en heeft anno 2020 zes studioalbums uit gebracht. De eerdere albums van de band worden tot het genre deathcore gerekend, maar later is de band meer metalcore gaan maken. De band staat onder contract bij Sumerian Records.

## Bezetting
Huidige leden
- Marc Okubo – gitaar, programmering (2004–heden)
- Sam Applebaum – drums (2004–heden)
- Danny Hauser – bas (2010–heden)
- Lukas Magyar – vocals (2014–heden)

Voormalige leden
- Scott Okarma – gitaar (2006)
- Timothy Marshall – gitaar (2004–2006)
- Adam Clemans – vocals (2004–2007)
- Bryan Ruppell – gitaar (2006–2007)
- Kristopher Higler – bas (2004–2009)
- Matthew C. Pantelis – bas (2009–2010)
- Brandon Butler – vocals (2007–2014)

Tijdlijn

## Discografie
Studioalbums
- 2006: All Things Set Aside
- 2008: The Common Man’s Collapse
- 2010: [id]
- 2012: Eclipse
- 2015: Matriarch
- 2017: False Idol